# Kustsprinkhaan
De kustsprinkhaan (Chorthippus albomarginatus) is een insect uit de familie veldsprinkhanen (Acrididae), onderfamilie Gomphocerinae.

## Beschrijving
Mannetjes bereiken een lengte van 13 tot 15 millimeter, de vrouwtjes zijn 18 tot 23 mm lang.
Deze soort is meestal bruin of soms groen van kleur, heeft langwerpige lichtere en donkere vlekken op het lichaam en met name de witte vleugelrand van de vrouwtjes is een typisch kenmerk. Hier is ook de soortnaam aan te danken want alba betekent wit en marginata betekent rand. De vleugels zijn goed ontwikkeld en worden gebruikt om na een sprong nog verder weg te zweven, het halsschild is bij deze soort recht en de voelsprieten ongeveer een derde van de lichaamslengte.

### Onderscheid met andere soorten
De kustsprinkhaan is voornamelijk met de weidesprinkhaan te verwarren, die echter iets gebogen opstaande randen van het halsschild heeft. De randen van het halsschild van de kustsprinkhaan zijn recht. Van de zompsprinkhaan en de krasser is de kustsprinkhaan te onderscheiden door de knieën van de achterpoten. Deze zijn bij de kustsprinkhaan hetzelfde gekleurd als de rest van de poot, bij de krasser en de zompsprinkhaan zijn de knieën donkerder. Ook de vleugeladering wijkt af maar dit is moeilijker te zien.

## Algemeen
In Nederland komt de soort vooral voor in de kuststreek, maar ook in Limburg en andere provincies zijn populaties. De habitat bestaat uit drogere met grassen begroeide plaatsen met een wat hogere luchtvochtigheid, zoals duinen, wegbermen en graslanden. Het voedsel bestaat uit planten zoals grassen. Alleen op zonnige dagen komt de sprinkhaan tevoorschijn en is de zang te horen; deze is niet zo luid als veel andere soorten en bestaat uit onregelmatige series korte tjilpjes met daartussen een paar seconden pauze. De volwassen kustsprinkhaan is te zien van juli tot september, en de mannetjes zijn te horen van negen uur 's ochtends tot zeven uur in de avond.

## Afbeeldingen

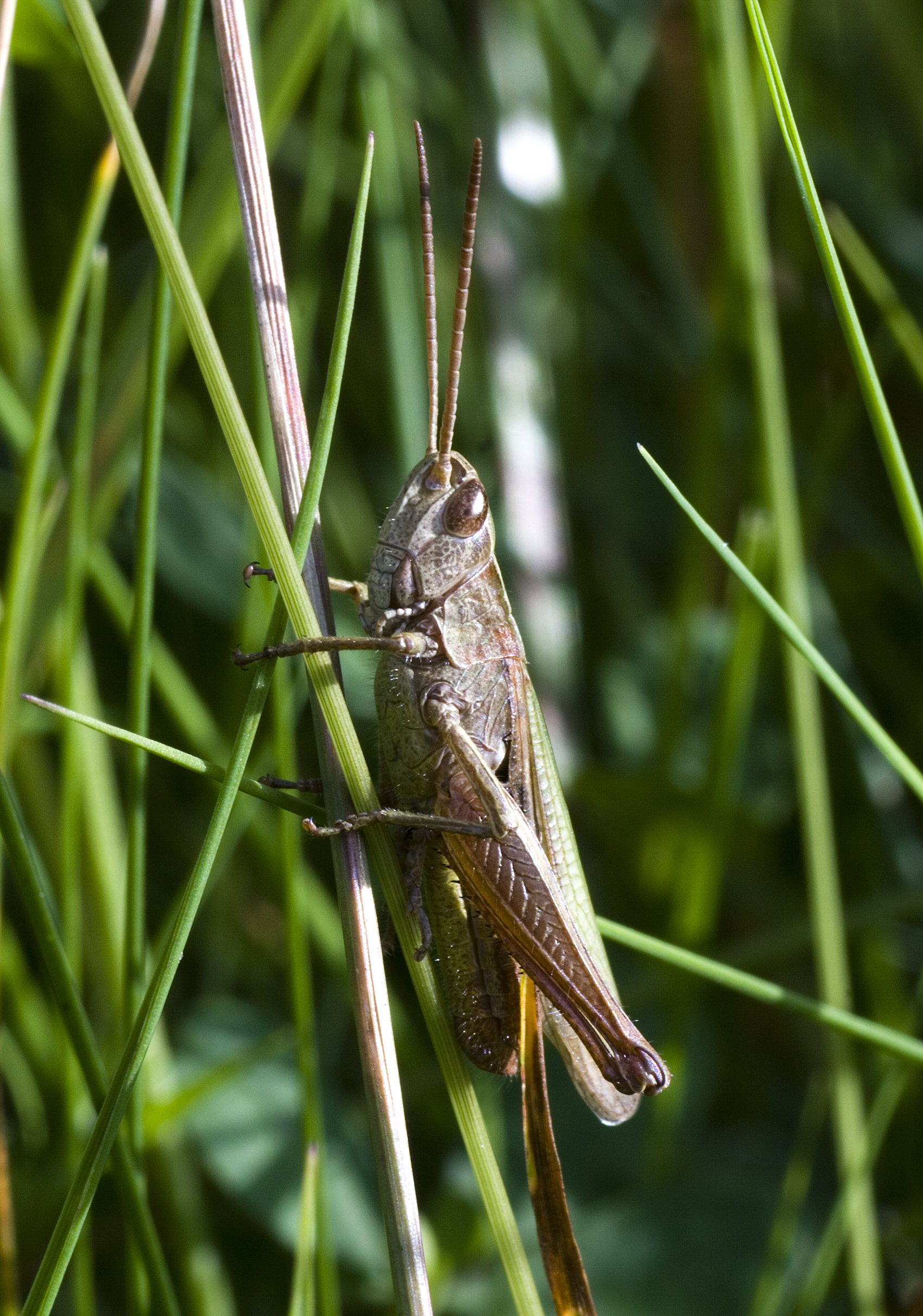
Mannetje.
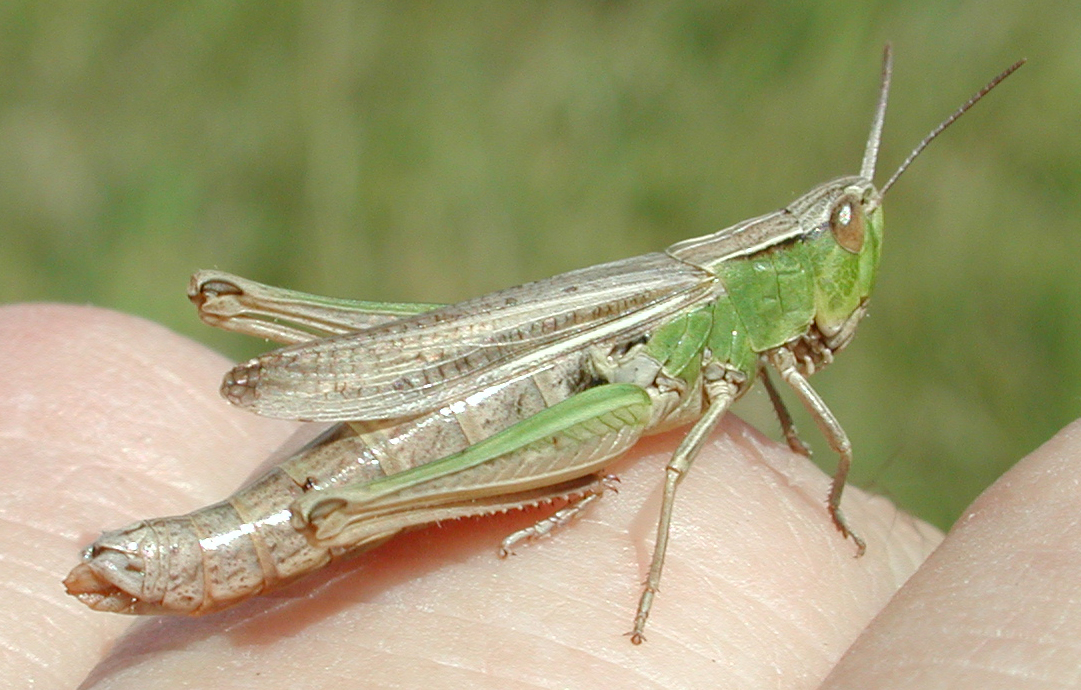
Vrouwtje.
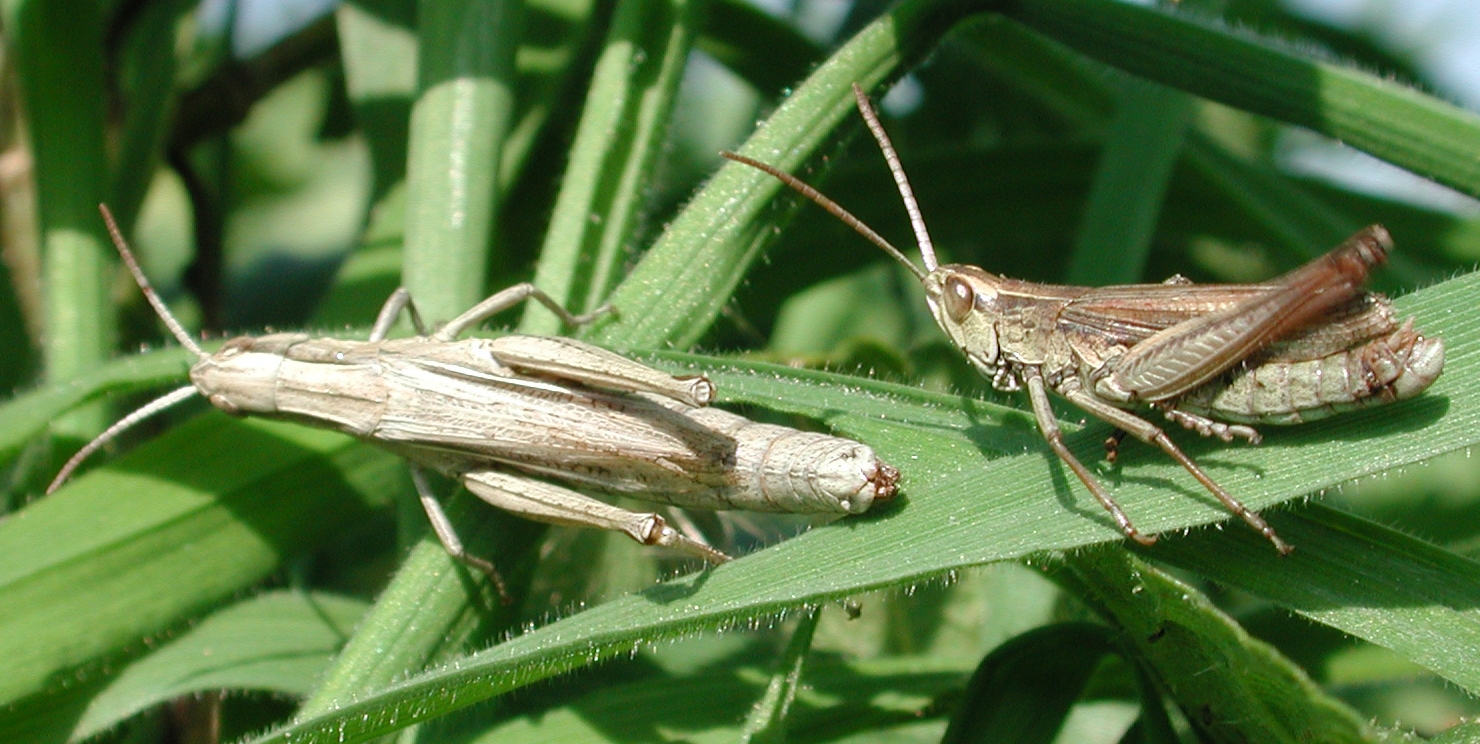
Vrouwtje met stridulerend mannetje (rechts).
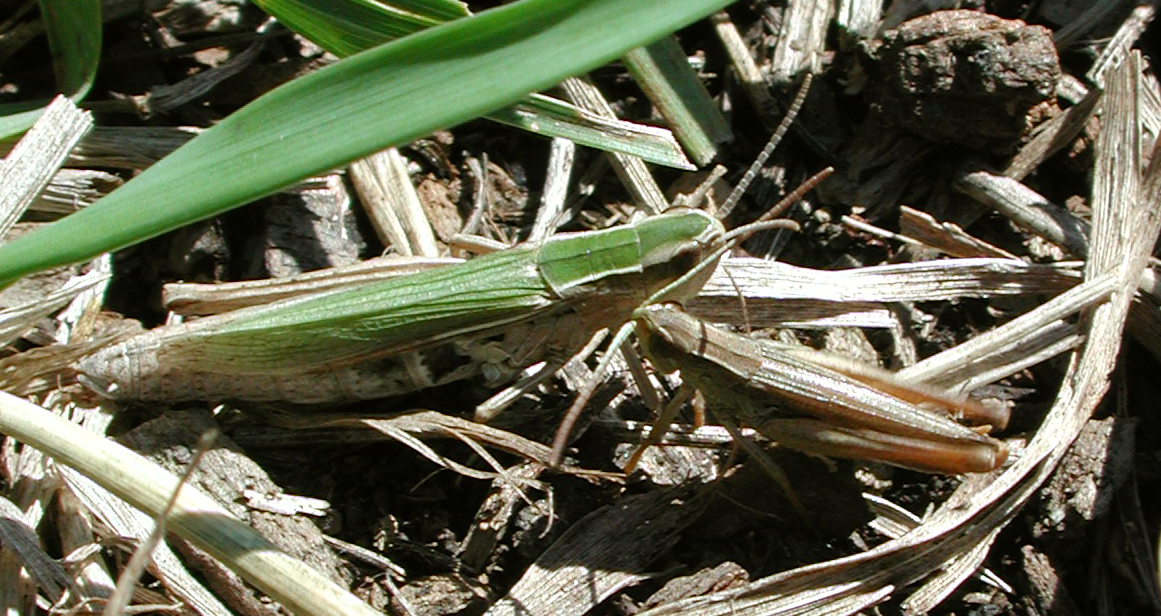
Koppeltje, mannetje rechts.